# Emanuéla
Az Emanuéla női név, az Emánuel férfinév női párja.

## Rokon nevek
- Manuéla:[1] az Emánuel férfinév rövidült Mánuel alakjának női párja.[3]
- Manuella:[1] a Manuéla alakváltozata.[3]

## Gyakorisága
Az 1990-es években az Emanuéla, Manuéla és Manuella szórványos név, a 2000-es években nem szerepelnek a 100 leggyakoribb női név között.

## Névnapok
Emanuéla
- március 26.[2]

Manuéla, Manuella
- Március 26.[3]
- július 15.[3]

## Híres Emanuélák, Manuélák és Manuellák
- Szent Emanuéla(wd) (1826–1887): spanyol apáca, eredeti nevén Maria Soledad Torres Acosta(wd)
- Emmanuelle Arsan: Marayat Bibidh francia írónő (1932–2005) álneve
  - Emmanuelle(wd) fiktív karakter, a regény és számos film központi alakja
- Emmanuelle Charpentier francia mikrobiológus, egyetemi tanár (1968)
- Emmanuelle Chriqui marokkói-kanadai színésznő (1975)
- Emmanuelle Riva, er. Paulette Germaine Riva francia színésznő (1927–2017)